# Kiyoshi Kurosawa
Kiyoshi Kurosawa (japanska: 黒沢 清 Kurosawa Kiyoshi?), född 19 juli 1955 i Kobe, är en japansk filmregissör. Han har arbetat med flera olika genrer, men är särskilt känd för sina skräckfilmer som nått en internationell publik. Under 2000-talet har några av Kurosawas filmer visats vid filmfestivalen i Cannes, där han även mottagit flera priser. Han är inte släkt med Akira Kurosawa.

## Filmografi (i urval)
- Kandagawa inran sensō (1983)
- Sūīto Homu (1989)
- Cure (1997)
- "Kodama" i Gakkō no kaidan G (1998)
- Hebi no michi (1998)
- Ningen gōkaku (1998)
- Karisuma (1999)
- Kōrei (2000)
- Kairo (2001)
- Akarui mirai (2003)
- Dopperugengā (2003)
- Rofuto (2005)
- Sakebi (2006)
- Tōkyō sonata (2008)
- Riaru (2013)
- Kishibe no tabi (2015)
- Wife of a Spy (2020)